# Campeonato Mundial de Luge de 2012
O Campeonato Mundial de Luge de 2012 foi a 41ª edição da competição, que foi disputada entre os dias 10 e 12 de fevereiro na cidade de Altenberg, Alemanha.

## Medalhistas
| Evento                                 | Ouro                                                               | Ouro     | Prata                                                                               | Prata  | Bronze                                                         | Bronze |
| Individual masculino detalhes          | GER Felix Loch                                                     | 1:47.332 | RUS Albert Demtschenko                                                              | +0.328 | ITA Armin Zöggeler                                             | +0.414 |
| Individual feminino detalhes           | GER Tatjana Hüfner                                                 | 1:44.381 | RUS Tatiana Ivanova                                                                 | +0.101 | GER Natalie Geisenberger                                       | +0.403 |
| Duplas detalhes                        | AUT Áustria Andreas Linger Wolfgang Linger                         | 1:23.444 | GER Alemanha Toni Eggert Sascha Benecken                                            | +0.220 | AUT Áustria Peter Penz Georg Fischler                          | +0.232 |
| Revezamento misto por equipes detalhes | GER Alemanha Tatjana Hüfner Felix Loch Toni Eggert Sascha Benecken | 2:22.003 | RUS Rússia Tatiana Ivanova Albert Demtschenko Vladislav Yuzhakov Vladimir Makhnutin | +0.089 | CAN Canadá Alex Gough Samuel Edney Tristan Walker Justin Snith | +0.401 |

## Quadro de medalhas
| Ordem | País     |   |   |   |   |
| 1     | Alemanha | 3 | 1 | 1 | 5 |
| 2     | Áustria  | 1 |   | 1 | 2 |
| 3     | Rússia   |   | 3 |   | 3 |
| 4     | Itália   |   |   | 1 | 1 |
| 4     | Canadá   |   |   | 1 | 1 |